# Cantone di Clamart
Il Cantone di Clamart è una divisione amministrativa dell'Arrondissement di Antony.
A seguito della riforma approvata con decreto del 26 febbraio 2014, che ha avuto attuazione dopo le elezioni dipartimentali del 2015, è passato da 1 a 2 comuni.

## Composizione
Il comune facente parte del cantone prima della riforma del 2014 era Clamart.
Dal 2015 i comuni appartenenti al cantone sono i seguenti 2:
- Clamart
- Vanves